# Guerre de Succession de Juliers
Pour les articles homonymes, voir Guerre de Succession.

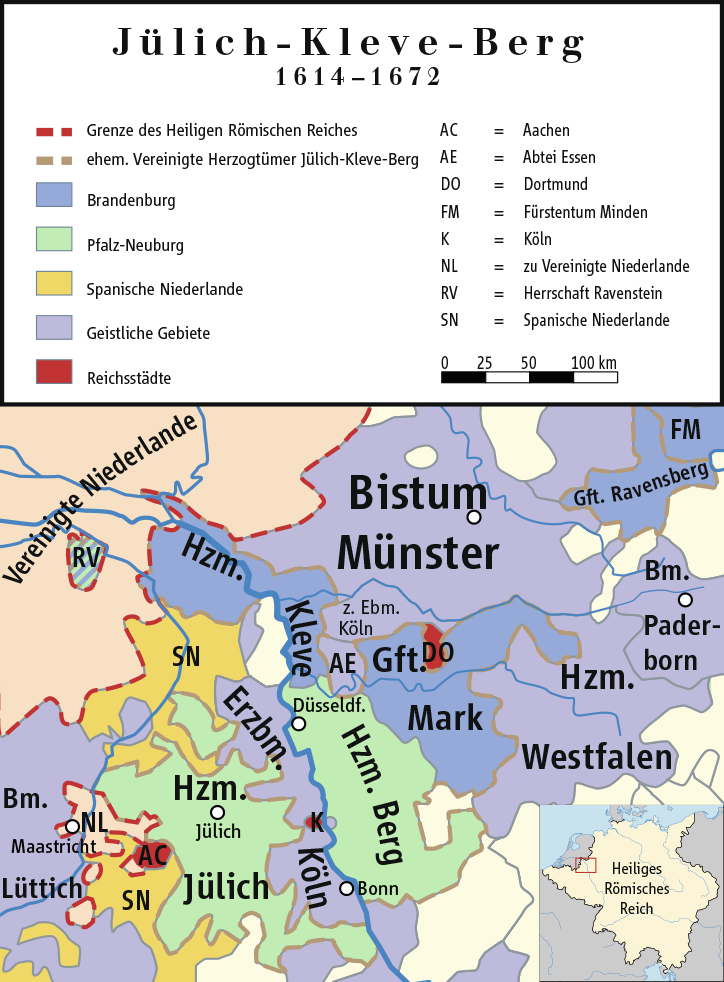
Situation des trois duchés (Hzm = duché, en alld. Herzogtum)

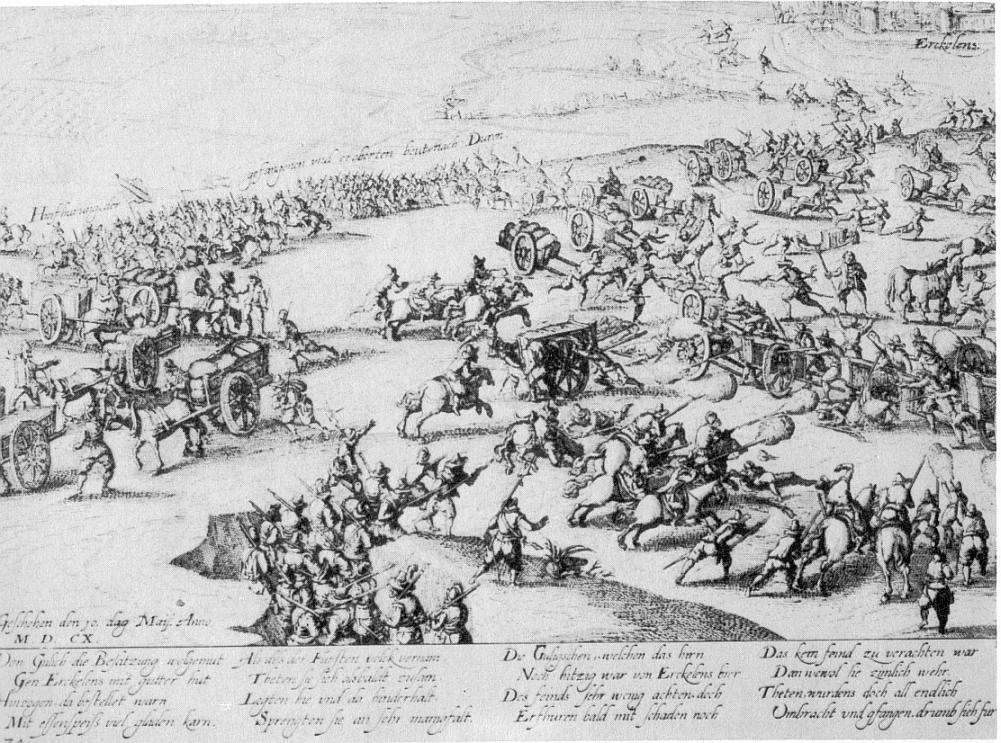
Siège d’Erkelenz (10 mai 1610).

La guerre de Succession de Juliers ou guerre de Juliers-Clèves est un conflit qui commence en 1609 et se termine en 1614 par la signature du traité de Xanten.
La guerre de Succession de Juliers-Clèves est un événement précurseur de la guerre de Trente Ans (1618-1648). 

## Origines

### La succession de Jean-Guillaume de Clèves
Les possessions de Maison de La Marck, que sont les duchés de Juliers, de Berg et de Clèves, les comtés de La Marck et de Ravensberg et la seigneurie de Ravenstein, constituent, au début du XVIIe siècle, un territoire hautement stratégique, car situé sur le bassin du Rhin inférieur, à proximité des Provinces-Unis et des Pays-Bas espagnols, alors en guerre. 
Lorsque Jean-Guillaume de Clèves meurt le 25 mars 1609, il n'a pas d'héritier direct pour lui succéder, et la branche aînée des la Mark s’éteint alors. Sa succession est rapidement revendiquée par :
- Philippe-Louis de Neubourg, duc de Neubourg, époux de sa sœur Anne de Clèves,
- leur fils, Wolfgang-Guillaume,
- l'électeur Jean III Sigismond de Brandebourg, époux d'Anne de Prusse, fille Marie-Éléonore de Clèves, autre sœur de feu le duc.

### Montée des tensions
Or, tous trois sont protestants, tandis que Juliers est un territoire catholique. De plus, pour couper court à tout conflit de succession, l’Empereur Rodolphe II a décidé de séquestrer les territoires contesté, en a confié la gestion à des commissaires impériaux, et a en accordé la régence à Antoinette, veuve de feu le duc, censée être secondée par Léopold de Habsbourg, évêque laïc de Strasbourg. Puis, l'empereur Rodolphe accorde son soutien quelque temps à la revendication de la maison de Wettin des duc de Saxe, mais celle-ci la retire ensuite. 
Le roi de France Henri IV, les Provinces-Unies, ainsi que les princes protestants allemands, réunis depuis 1608 au sein de l’Union Évangélique, sont inquiets de la possibilité que les Habsbourg, au prétexte de défendre le catholicisme, s’accaparent les duchés de Juliers-Clèves-Berg, afin de les ajouter à leurs possessions dans les Pays-Bas. D’autant que les impériaux sollicitent alors l’aide des Espagnols, qui viennent de signer une trêve de 12 ans avec les Provinces-Unies (traité d’Anvers, 9 avril 1609), et ont donc les mains libres pour des actions militaires. 
Henri IV suggère alors, pour contrecarrer la puissance des Habsbourg, que les territoires concernés soient divisés entre le duc de Neubourg et l'électeur, tandis que landgrave de Hesse-Cassel conseille que les deux monarques gouvernent Juliers-Clèves-Berg conjointement. Les deux prétendants acceptent cette proposition, promettent également de maintenir la tolérance religieuse inscrite dans le recès de Dortmund du 10 juin 1609, et cherchent alors à occuper ce qui leur semble revenir de droit. Cependant, les Espagnols les devancent et placent en juillet une garnison à Juliers, enclenchant une logique de guerre en Europe.  

### Le projet d’intervention française
Ainsi, dès l’été 1609, la France met en œuvre des préparatifs diplomatiques et militaires pour soutenir les prétendants face à l’Empereur. Des ambassadeurs sont dépêchés dans diverses cours pour chercher des alliés en cas d’embrasement du conflit, mais seule la Savoie répond favorablement (traité de Brussol, avril 1610). L’effort militaire français est conséquent et inédit depuis les guerres d’Italie : 32 000 fantassins, 5 000 cavaliers et 100 canons réunis en Champagne, à Chalons et Mézières, prêt à marcher vers la Meuse. 
Les tensions entre Henri IV et le premier prince du sang Henri II de Condé, qui voient ce dernier se réfugier à Bruxelles puis à Milan, terres espagnols, sont un moyen de pression et un potentiel prétexte d’intervention extérieure pour le roi de France, vis-à-vis de l’Espagne. Celui-ci envisage alors la possibilité d’une guerre européenne, contre les Habsbourg de Vienne et de Madrid, avec des offensives secondaires en Italie du Nord par Lesdiguières, et dans le pays Basques par le marquis de la Force. 
Finalement, le départ en campagne est prévu pour le 17 mai, et comme le roi compte partir avec ses troupes, il décide de faire sacrer sa femme Marie de Médicis, afin d’assurer la stabilité du gouvernement pendant son absence. Cela a lieu le 13 mai, et le lendemain, le roi est assassiné rue de la Ferronnerie par le fanatique Ravaillac.

## Le conflit

### Intervention française et siège de Juliers (1610)
En France, Marie de Médicis devient régente pour son fils, le roi Louis XIII, tandis la confusion liée à l’assassinat de Henri IV retarde l’expédition. Qui plus est, Marie est plutôt pro-espagnole et moins encline à soutenir les puissances protestantes. Ainsi, si elle maintient l’expédition de Clèves, c’est dans des proportions plus limitées.
Menée par le maréchal Claude de la Chastre, une armée d’environ 10 000 hommes traverse par la vallée de la Meuse les territoires espagnol et liégeois, investit la forteresse de Juliers, avec l’aide des troupes des Provinces-Unies, du Brandebourg et du Palatinat. Le siège commence le 28 juillet et se termine le 2 septembre 1610 par la reddition de la forteresse et le retrait des troupes et des commissaires impériaux.

## Le règlement du conflit

### Le rejet du recès de Dortmund
Le recès de Dortmund est ensuite rejeté par les villes de Clèves, Marck, Juliers, Berg et Ravensberg puisque l'accord a été élaboré sans le consentement de ces cinq villes. 
Surtout, les cinq villes préféraient être représentées par un prince plutôt que deux. 

### Le traité de Xanten (12 novembre 1614)
Finalement, après des négociations, le recès de Dortmund est remplacé par le traité de Xanten, qui est accepté par Wolfgang-Guillaume, seul prétendant Neubourg depuis la mort de son père Philippe-Louis en août 1614, et Jean-Sigismond. 
Selon les termes du traité, signé le 12 novembre 1614, les duchés de Juliers, de Berg et la seigneurie de Ravenstein sont attribués à Wolfgang-Guillaume, tandis que le duché de Clèves, et les comtés de La Marck et de Ravensberg vont à Jean-Sigismond.

## Conséquences
Les territoires acquis à cette occasion par la maison de Hohenzollern constituent son premier pied-à-terre rhénan ; ils seront complétés en 1713, à la suite des traités d’Utrecht, par l’obtention des résidus du duché de Gueldre autour de la ville de Venlo, jusqu’alors parties des Pays-Bas espagnols. Cela préfigure la future Rhénanie prussienne, formée après le Congrès de Vienne (1815).